# Emma Frey-Skøtt

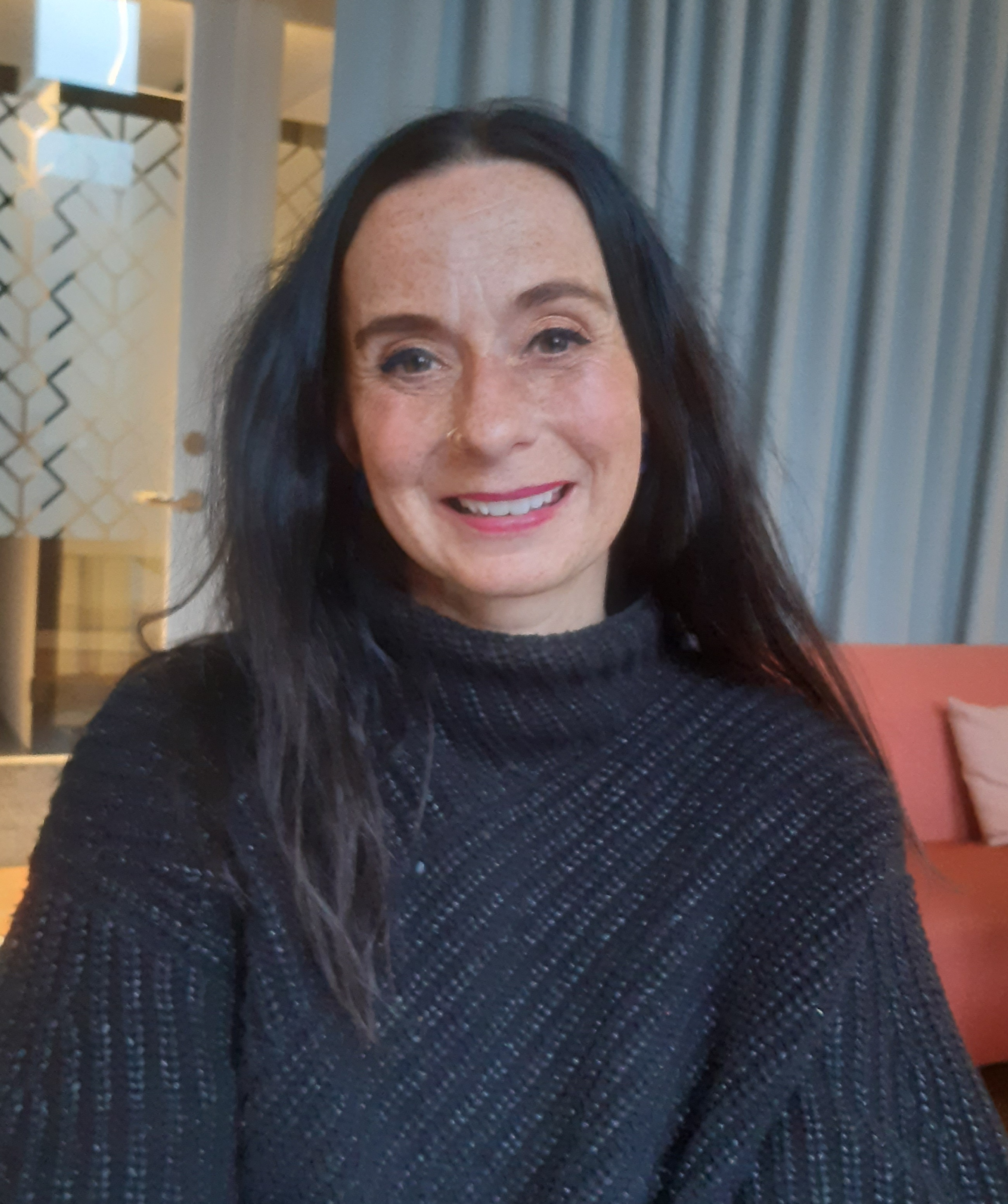
Emma Frey-Skøtt 2024

Emma Josefina Frey-Skøtt, född 1972, är en svensk författare av framför allt lättläst litteratur för ungdomar.
Emma Frey-Skøtt är uppväxt i Lammhult och utbildade sig först till lärare. Under några år arbetade hon som lärare i Tensta. Efter studier i förlagskunskap har hon arbetat som förläggare och författare av läromedel på Natur & Kultur parallellt med eget författande.
Författarskapet består mest av lättläst prosa och poesi. Ungdomsböckerna När allt förändras och Det som inte får hända har varit nominerade till Studieförbundet Vuxenskolans lättläst-pris. Tillsammans med författaren Madeleine Bäck har hon skrivit en facklitterär bok om skräck ur alla möjliga aspekter, Skräxikon utgiven 2022.